# Gdeszyn
Gdeszyn – wieś w Polsce, położona w województwie lubelskim, w powiecie zamojskim, w gminie Miączyn. 
W latach 1954–1961 wieś należała i była siedzibą władz gromady Gdeszyn, po jej zniesieniu w gromadzie Hostynne. W latach 1975–1998 wieś administracyjnie należała do województwa zamojskiego.
Wieś jest sołectwem w gminie Miączyn. Według Narodowego Spisu Powszechnego z roku 2011 wieś liczyła 187 mieszkańców.
Jest siedzibą rzymskokatolickiej parafii Wniebowzięcia Najświętszej Maryi Panny.
| SIMC    | Nazwa  | Rodzaj  |
| ------- | ------ | ------- |
| 0894530 | Pniaki | kolonia |